# Ancilas

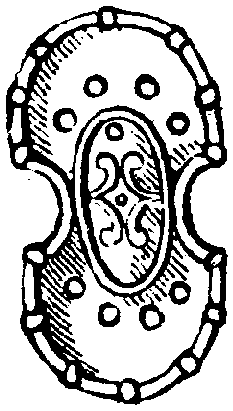
Representación de uno de los ancilas.

Los ancilas (en latín ancilia, singular ancile) o escudos sagrados de la Antigua Roma eran doce escudos que se guardaban en el templo de Marte, a cargo de los sacerdotes saliares (salii). Estaban hechos de bronce, de forma oval, con dos escotaduras en los lados correspondientes al eje menor, y tenían como unos dos pies y medio de longitud.

## Etimología y significado del nombre
Diferentes autores ofrecen diversas etimologías de la palabra ancile. Algunos sostienen que tomó el nombre del asa que servía para suspenderlo de un palo y llevarlo procesionalmente por las calles de la ciudad; otros que deriva del griego ἀγκύλος (‘encorvado’). Varrón lo hace derivar de ab Ancisu, al estar cortado o arqueado en los dos lados, como los escudos de los tracios, llamados peltæ. Plutarco cree que la palabra podría derivar del griego ἀγκών (‘arco’), llevándose esta arma sobre el codo. La opinión de Varrón es, sin embargo, la más probable.

## Mito o historia
Según la leyenda, uno de ellos perteneció al dios Marte y había caído del cielo sobre el rey Numa Pompilio durante una peste que devastaba Italia. Al mismo tiempo, se oyó una voz que declaraba que Roma debía ser señora del mundo mientras se conservara el escudo. El ancile resultó ser así el paladio de Roma. Numa, por consejo de la ninfa Egeria, encargó otros once escudos, perfectamente idénticos al primero. Esto se hizo para que si alguien intentaba robarlos, como hizo Odiseo con el paladio, no fuera capaz de distinguir el verdadero ancila de los falsos. El artesano Veterio Mamurio desempeñó con tal habilidad su trabajo que Numa mismo no supo distinguir el verdadero. 

## Tradiciones asociadas

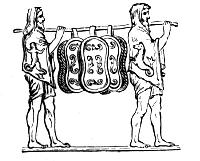
Salii portando ancilia

Estos escudos se conservaban en el templo de Marte, y estaban custodiados por los doce sacerdotes saliares (salii), instituidos con tal propósito. El encargado de dirigir a Roma a una guerra tenía que pasar al vestíbulo del templo de Marte antes de marchar, donde, después de haber golpeado los escudos y de haber tocado la lanza del dios, exclamaba: «Marte vigila; Marte despiértate».
Se llevaban cada año, en el mes de marzo, en procesión de tres días alrededor de Roma, y en el trigésimo día del mes se colocaban de nuevo en su lugar. Durante esta fiesta no se podía celebrar ningún matrimonio ni emprender cosa de importancia. Algunos autores supersticiosos atribuyeron las desgracias de Otón contra Vitelio a la imprudencia de salir de Roma en aquellas fechas.